# Antonio Campi

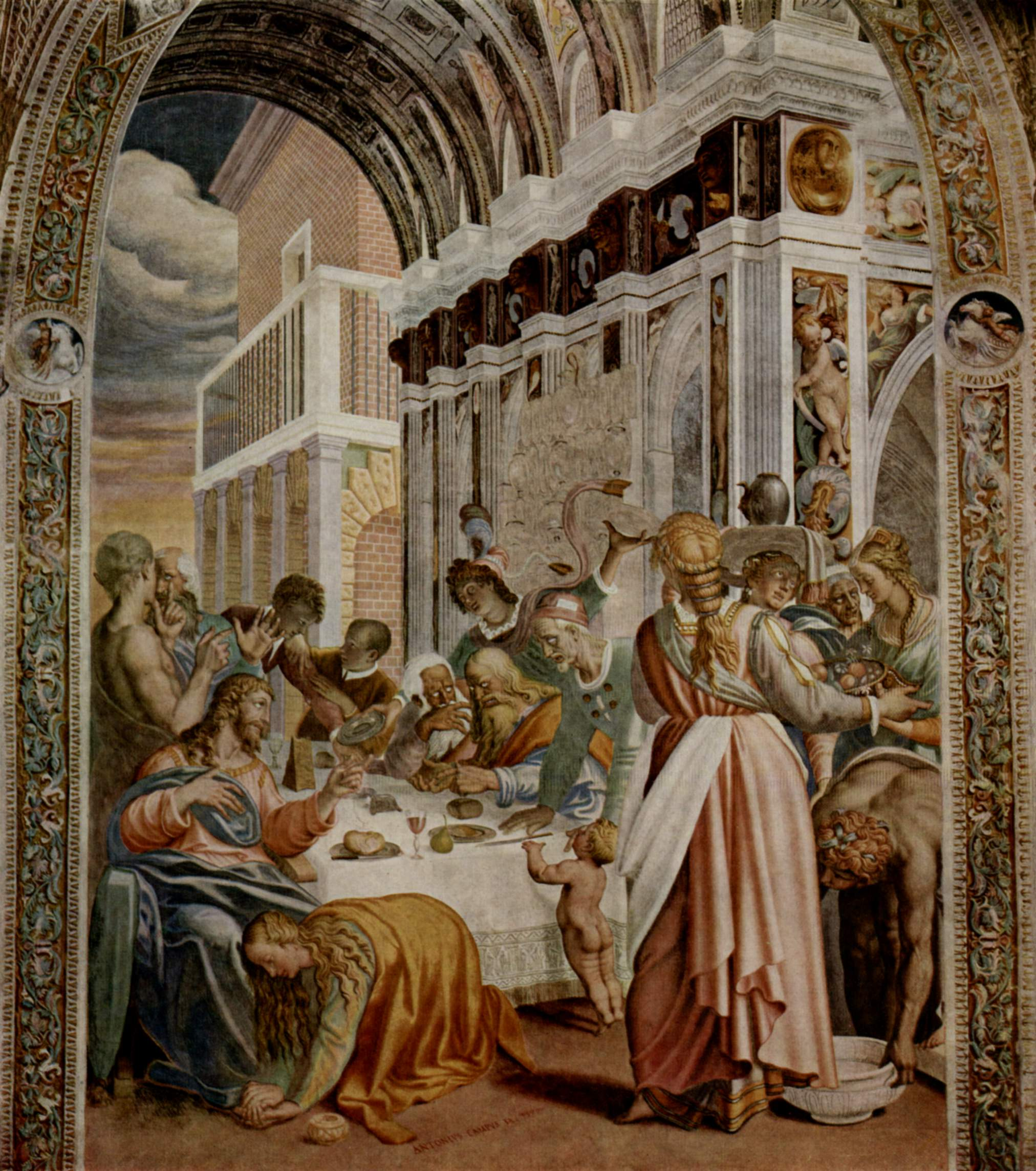
Fresco de Antonio Campi en la iglesia de San Segismundo en Cremona.

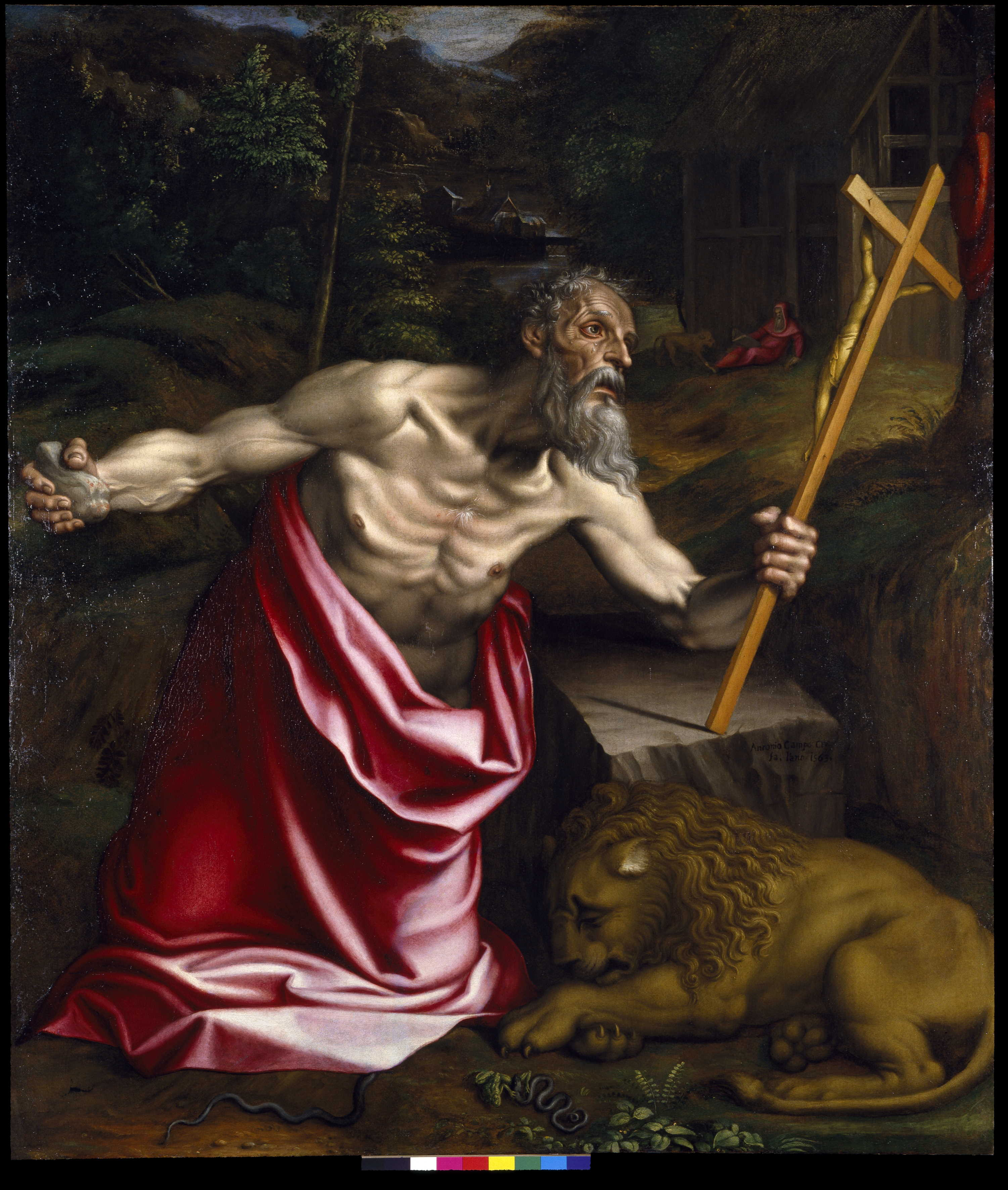
Antonio Campi, San Jerónimo, firmado y fechado en 1563, Milán, Altomani & Sons coll.

Antonio Campi (Cremona, 1523-1587) fue un pintor y grabador renacentista italiano.
Miembro de una importante familia de artistas italianos que destacaría durante el Renacimiento, Antonio Campi desarrolló una importante labor como pintor, arquitecto, escultor y grabador. En su obra se aprecia un tipo de iluminación que anticipa el tenebrismo de Caravaggio. A esto debemos añadir el notable valor plástico de sus figuras, inspiradas en Miguel Ángel y Rafael. También despuntó como escritor, realizando una crónica de Cremona, ilustrada con sus propios grabados y dedicada a Felipe II. El Museo del Prado conserva un San Jerónimo en su estudio, vestido de cardenal, adquirido por Felipe IV de la colección de Giovan Francesco Serra y depositado en 1664 en el Monasterio de El Escorial, de donde pasó al museo en 1839.